# Raw Power
Raw Power je třetí studiové album americké rockové skupiny The Stooges. Vydala jej v únoru roku 1973 společnost Columbia Records (jde o první album kapely vydané tímto vydavatelstvím). Jde o první album skupiny po téměř třech letech (od alba Fun House vydaného v červenci 1970; mezitím se kapela de facto rozpadla). Zároveň jde o poslední studiové album skupiny až do roku 2007, kdy vyšla deska The Weirdness. Společně s Iggym Popem, zpěvákem kapely, album produkoval anglický zpěvák David Bowie.

## Seznam skladeb
Autory všech písní jsou Iggy Pop a James Williamson.
1. „Search and Destroy“ – 3:29
2. „Gimme Danger“ – 3:33
3. „Your Pretty Face Is Going to Hell“ – 4:54
4. „Penetration“ – 3:41
5. „Raw Power“ – 4:16
6. „I Need Somebody“ – 4:53
7. „Shake Appeal“ – 3:04
8. „Death Trip“ – 6:07

## Obsazení
The Stooges
- Iggy Pop – zpěv
- James Williamson – kytara
- Ron Asheton – baskytara, doprovodné vokály
- Scott Asheton – bicí

Ostatní
- David Bowie – klavír, perkuse